# Потркушци и чучавци
Израз потркушци, као и његов антоним чучавци, означавају одређено понашање младунаца кичмењака.

## Потркушци
Потркушци долазе на свет јако развијени и непосредно након излегања и рођења они напуштају гнездо. По правило, могу се одмах сами снаћи у околини, али их често, понекад и недељама, одрасле животиње воде, хране и штите.

## Чучавци
Чучавци долазе на свет релативно неразвијени, па због своје беспомоћности још дуже време након рођења остају везани за гнездо, односно други облик уточишта. Уживају у дуготрајној (понекад више месеци) бризи својих родитеља.

## Врсте
Постоје:
- Екстремни потркушци: рептили - младунци се излежу потпуно развијени и не уживају никакву родитељску бригу
- Примарни потркушци: кокошке, пловуше, ждралови - дуго седење на јајима, мала брига
- Примарни чучавци: прави бубоједи, глодари, звери, торбари - кратко раздобље скотности, неразвијени младунци, интензивна родитељска брига
- Чучавци: соколови, родарице - интензивна брига
- Секундарни потркушци: папкари, копитари, китови, мајмуни - дуготрајна скотност, развијени, интензиван однос мајка-младунац
- Еволуирани чучавци: врапчарке, сове - кратко време лежања на јајима, интензивна брига за младунце